# (660) Crescentia

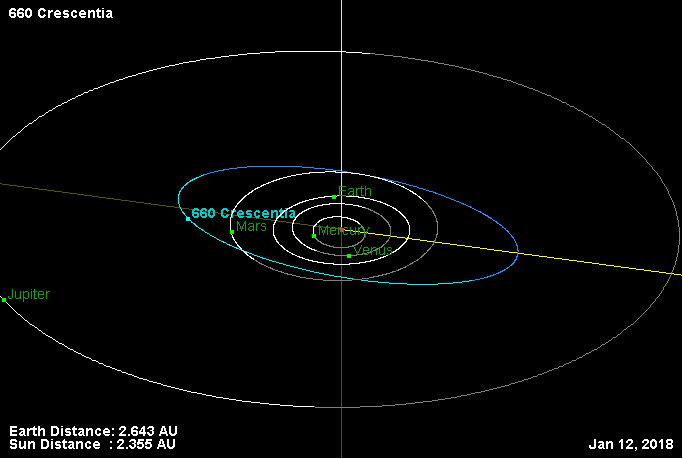
Umlaufbahn des Asteroiden 660

(660) Crescentia ist ein Asteroid des Hauptgürtels, der am 8. Januar 1908 vom US-amerikanischen Astronomen Joel H. Metcalf in Taunton entdeckt wurde.
Der Name Crescentia stammt aus dem Lateinischen und bedeutet „die Wachsende“.